# Круглов, Сергей Иванович
Сергей Иванович Круглов (сентябрь 1906, Баку, Бакинская губерния, Российская империя — декабрь 1953, Алма-Ата, Казахская ССР, СССР) — советский партийный и государственный деятель. Первый секретарь Гурьевского обкома КП(б) Казахстана (1943—1946). Второй секретарь ЦК КП(б) Казахстана (1946—1951).

## Биография
Родился в сентябре 1906 в Баку, в семье рабочих. Член ВКП(б) с 1925.

### Образование
С 1928 по 1930 — слушатель рабочего факультета при Азербайджанского государственного университета.
С 1930 по 1932 — учёба в Московском институте востоковедения.
С 1932 по 1933 — аспирант Московского института востоковедения.

### Трудовая деятельность
1923. Инструктор, заведующий Отделом Ленинского районного комитета КСМ Азербайджана (Баку). Ответственный секретарь Ленинского районного комитета ЛКСМ Азербайджана (Баку).
1928. Заведующий Отделом Исполнительного комитета Ленинского районного Совета (Баку).
1933—1937. Заместитель начальника Политического отдела совхоза. Начальник Политического отдела совхоза.
С 1937 года. Секретарь Акмолинского районного комитета КП(б) Казахстана. Руководитель Сельскохозяйственной группы Исполнительного комитета Карагандинского областного Совета. Заведующий Отделом кадров Исполнительного комитета Карагандинского областного Совета.
1939. Заместитель председателя Исполнительного комитета Карагандинского областного Совета. Начальник Отдела Карагандинского областного Союза потребительских обществ.
1939—1941. Председатель Правления Казахского республиканского Союза потребительских обществ.
1941—1943. Председатель Президиума Казахского республиканского Промышленного Совета.
1943-6.1946. 1-й секретарь Гурьевского областного комитета КП(б) Казахстана.
22 июня 1946 постановлением XV пленума ЦК КП(б) Казахстана назначен 2-м секретарем ЦК КП(б) Казахстана.
15 декабря 1951 постановлением V съезда КП(б) Казахстана 15 снят с должности в связи с переходом на другую работу.
1952-7.12.1953. 2-й секретарь Башкирского краевого/областного комитета ВКП(б) — КПСС.
С декабря 1953 года не работал по болезни.
Депутат Верховного Совета Казахской ССР 2-го созыва, Верховного совета СССР 3-го созыва.

## Награды
Награжден орденом Ленина, орденом Трудового Красного Знамени, орденами и 2 медалями.